# Kankaanpää
Kankaanpää este o comună din Finlanda.